# Presse au Royaume-Uni
Au Royaume-Uni, il existait traditionnellement deux genres de quotidiens : les journaux demi-format ou tabloïds et les journaux grand format (ou plein format ou encore journaux de qualité). Les tabloïds s'adressaient à un lectorat populaire, tandis que les grands formats privilégiaient la qualité de l'information et de l'analyse. Si la distinction entre ces deux catégories demeure valable sur le fond, le grand format est désormais en voie de disparition. Les quotidiens régionaux sont par ailleurs très nombreux.

## Journaux nationaux

### Journaux de qualité
- The Daily Telegraph (fondé en 1855).
- Financial Times (fondé en 1888).
- The Times (fondé en 1785) et Sunday Times (fondé en 1822) le dimanche.
- The Guardian (fondé en 1821) et The Observer (fondé en 1791) le dimanche.
- The Independent (fondé en 1986).

The Guardian, ainsi que The Observer, The Independent et The Times, anciennement grand format, ont maintenant adopté le format tabloïd ou berlinois.

### Tabloïds
Les tabloïds britanniques ont plus d'actualités au sujet des vedettes de sport, de musique ou de film, et moins d'articles d'opinion sur des sujets graves et polémiques. Ils publient quelquefois des images de femmes nues, surtout dans The Sun, Daily Star et The Daily Sport. The Sun est le journal le plus acheté au Royaume-Uni.
- The Daily Mirror (fondé en 1903).
- Daily Mail (fondé en 1896), autrefois broadsheet, de tendance conservatrice.

### Autres
Il y a un groupe de journaux, de moyenne taille, plus sérieux que les tabloïds, mais moins sérieux que les journaux de qualité :
- Daily Express (fondé en 1900), autrefois broadsheet, de tendance conservatrice.
- Metro, quotidien distribué gratuitement publié par le groupe Associated Newspapers (à ne pas confondre avec Metro, quotidien gratuit du groupe Metro International).

### Liste des quotidiens nationaux anglais
|                     | Format                           | Orientation politique      |
| ------------------- | -------------------------------- | -------------------------- |
| The Daily Telegraph | Grand format (540x385 mm)        | Centre droit, conservateur |
| The Times           | Grand format                     | Centre droit, conservateur |
| Financial Times     | Grand format                     | Libéral (économique)       |
| The Guardian        | Tabloïd (280×430 mm) depuis 2018 | Centre gauche              |
| i                   | Compact (108x171 mm)             | Centre gauche              |
| Daily Mail          | Tabloïd (depuis 1971)            | Droite, conservateur       |
| Daily Express       | Tabloïd (depuis 1972             | Droite, eurosceptique      |
| The Sun             | Tabloïd                          | Droite, conservateur       |
| Daily Mirror        | Tabloïd                          | Centre gauche, populiste   |
| Daily Star          | Tabloïd                          |                            |
| Morning Star        | Tabloïd                          | Socialiste                 |

## Journaux régionaux

### Écosse
En Écosse, il y a également des tabloïds et des grands formats.

#### Journaux de qualité
- The Herald (fondé en 1783), publié à Glasgow.
- Press and Journal (fondé en 1748), distribué au nord de l'Écosse.
- Scotland On Sunday (fondé en 1988), faisant partie de The Scotsman.
- The Courier (fondé en 1801), avec des éditions locales pour les villes de Fife, Perth et Angus.

#### Tabloïds
- Daily Record (fondé en 1895), publié à Glasgow.
- The Sunday Post.
- The Sun, Daily Mail et Daily Express ont tous des éditions écossaises.

#### Autres
- The Scotsman (fondé en 1817), au format tabloid.

### Pays de Galles
- Western Mail (fondé en 1869), autrefois grand format, maintenant au format tabloïd.
- Y Cymro, journal hebdomadaire en gallois, distribué dans tout le pays de Galles.

### Irlande du Nord
- Belfast Telegraph (1870), publié à Belfast, plutôt unioniste.
- The Irish News (1891), publié à Belfast, plutôt nationaliste.